# Bahía de Batangas
Bahía de Batangas (en tagalo: Lungsod ng Batangas) es un cuerpo semicerrado de agua que se encuentra en Filipinas. Los municipios de Mabini, Bauan, San Pascual, Tingloy en la isla de Maribacan y la ciudad de Batangas se encuentran en la costa de la bahía. El área de la superficie del agua de la bahía es de aproximadamente 220 km² (85 mi²), y la costa tiene  aproximadamente 470 kilómetros (290 millas). La bahía tiene una profundidad máxima cerca de la entrada de 466 metros (510 yardas), e incluye una serie de puertos privados y gubernamentales.
El puerto de aguas profundas en la bahía de Batangas se espera que sea el segundo mayor del país dentro de unos años.